# Forquilha
Forquilha é um município brasileiro do estado do Ceará. Situada na região Nordeste, era distrito de Sobral até que no ano de 1985, foi declarada emancipada através da Lei Estadual nº 11.012. Limita-se ao norte, leste e oeste com o município de Sobral; Ao sul, com os municípios de Santa Quitéria e Groaíras. Sua população foi estimada em 24,680, conforme dados do IBGE de 2021.

### Origem
As origens de Forquilha remontam à construção do Açude Forquilha, concluído em 1927, que foi fundamental para o surgimento e crescimento do povoado. A localidade desenvolveu-se ao longo da atual BR-222, a aproximadamente 18 km de Sobral, tornando-se rapidamente um núcleo populacional de destaque na região.

#### Topônimo
O nome “Forquilha” tem origem na junção dos cursos d’água Riacho Oficina e Rio Timbaúba, que se encontram e formam o Rio Madeira em formato de forquilha, ou seja, uma bifurcação natural em “Y”.

### História
O distrito de Forquilha foi criado por meio do Decreto Estadual nº 1.156, de 4 de dezembro de 1933, subordinado ao município de Sobral. Permaneceu como distrito nas divisões territoriais de 1960 e 1983.
Forquilha foi elevada à categoria de município com a promulgação da Lei Estadual nº 7.313, de 5 de julho de 1985, desmembrando-se oficialmente de Sobral. A instalação do novo município ocorreu em 1º de janeiro de 1986, com sede no antigo distrito de mesmo nome.
O primeiro prefeito de Forquilha foi José Antônio Dias Carneiro, conhecido como Zé Antônio.

### Geografia
O município está localizado no noroeste do estado do Ceará, na microrregião de Sobral, a cerca de 22 km da sede regional. Possui clima semiárido quente, com vegetação predominante de caatinga.
Destaca-se o Açude Forquilha, um dos principais mananciais da região, utilizado para abastecimento d’água e lazer da população.

### Administração territorial
O município é constituído por três distritos:
- Forquilha (sede)
- Trapiá
- Salgado dos Mendes e Cacimbinha

### Economia
A base econômica do município gira em torno da agricultura familiar, pecuária, comércio local e serviços públicos. A proximidade com Sobral favorece o deslocamento de trabalhadores e estudantes, fortalecendo a economia da cidade.

### Cultura
Forquilha tem como padroeiro São Francisco de Assis, celebrado em outubro com novenas, missas e eventos festivos. As festas juninas, vaquejadas, apresentações culturais e manifestações da cultura nordestina fazem parte da identidade local.
A cidade também possui expressões da música popular, grupos de jovens, tradição oral e cultura sertaneja fortemente presentes na vida da população.

## Formação administrativa
Em 1933, Forquilha foi elevada de povoado a distrito de Sobral. Em 1985, se emancipou e anexou o distrito de Trapiá, e o município foi instalado no ano seguinte, em 1986.

## Geografia

### Localização
O Município situa-se na porção noroeste do estado do Ceará, na microrregião de Sobral. Limita-se, ao norte, com o município de Sobral; ao sul com os municípios de Santa Quitéria e Groaíras; ao leste a ao oeste, com o município de Sobral. Sua superfície é de 516.988 km², correspondendo  a 0,52% da área do Ceará.

### Relevo
O relevo local é de forma suave pouco dissecado, produto da superfície de aplainação atuante no cenozoico. As altitudes são inferiores a 100 metros. Ocorrem na região solos Brunos não cálcicos e, subsidiariamente, os podzólicos, cobertos por caatinga arbustiva aberta e caatinga arbórea, com espécies espinhosas.
O município apresenta um quadro geológico relativamente simples, observando-se um predomínio de rochas de embasamento cristalino de idade pré-cambriana, representadas por gnaisses e migmativos diversos, associados a quartzitos, granitos e xistos. Sobre esse substrato repousam coberturas aluvionares, de idade quaternária, encontradas ao longo dos principais cursos de água que drenam o município.
Os principais recursos minerais são o ferro, a cianita e o calcário.

### Clima
O clima é tropical quente semiárido, com chuvas concentradas de fevereiro a junho.

### Subdivisão
Forquilha está dividido em oito bairros:
- Edmundo Rodrigues
- Alto Alegre
- Francisco Martins Viana
- Mesquita Jerônimo
- José Raimundo de Loiola
- Centro
- Padre Edson
- Antonio Ferreira Gomes Martins

O município é dividido em três distritos:
- Trapiá
- Salgado do Mendes
- Cacimbinha

## Infraestrutura
A maior concentração populacional encontra-se na zona urbana, às margens da BR-222. A sede do município dispõe de abastecimento de água, fornecimento de energia elétrica, serviço telefônico, agência de correios e telégrafos, serviço bancário, PSFs, hotel, farmácias, serviço previdenciários, e ensino de 1°, 2°, 3 graus e nível universitário (privado).

## Educação
O município conta com várias escolas da rede pública de ensino, entre elas, destaca-se a Escola de Cidadania Moésio Loiola de Melo Junior, E.E.F. Dep. José Parente Prado (Centro Social), E.E. F. Marrina Magalhães Martins, E.E.F. Capitão José Diogo de Siqueira (Cacimbinha), E.E.F. Francisco Figueredo de Paula Pessoa. E as escolas particulares: Colégio Santos, Colégio Forquilhense, Colégio São Francisco e Colégio Batista. Com relação ao Ensino Médio, a cidade conta com duas escolas públicas, sendo a E.E.M.T.I. Elza Goersch, de ensino médio regular em tempo integral e a E.E.E.P. Gerardo José Dias de Loiola, de educação profissional técnica de nível médio em tempo integral.

## Eventos
- Festa do Padroeiro: São Francisco de Assis(25/09 a 04/10);
- Festival de Quadrilhas (Julho);
- Festa do Sagrado Coração de Jesus (Maio);
- Festival de Teatro (Setembro)
- Festa da Mãe Rainha (Novembro - Dezembro)
- Aniversário do município (5 de Fevereiro);
- Festejos Religiosos de São Joaquim e Sant’Ana (Junho).
- Campeonato de Futebol Fazendão - "Fazendão" (Setembro a Dezembro)

## Mídia
- Rádio Forquilha FM[9]
- Rádio Pioneira de Forquilha[10]
- Forquilha Notícias[11]
- Forquilha Portal de Notícias[12]
- Forquilha Online[13]
- Site do Julio Sousa | O Amadorismo[14]